# 1490 Limpopo
1490 Limpopo este un asteroid din centura principală, descoperit pe 14 iunie 1936, de Cyril Jackson.